# Karen Gillan
Pour les articles homonymes, voir Gillan.
Karen Gillan (nom prononcé en anglais : [ˈɡɪlən]) est une actrice, réalisatrice, scénariste et productrice de cinéma britannique, née le 28 novembre 1987 à Inverness (Écosse).
Elle commence sa carrière à la télévision en 2006, puis fait ses premiers pas au cinéma deux ans plus tard. En 2008 et 2009, elle intègre la distribution de la série de sketches comiques The Kevin Bishop Show menée par Kevin Bishop sur Channel 4, dans laquelle elle interprète de nombreux personnages. En 2010, Gillan obtient son premier rôle majeur à la télévision, en incarnant Amy Pond dans la série Doctor Who, rôle qu'elle joue jusqu'en 2013.
En 2014, elle obtient la consécration internationale en entrant dans la franchise cinématographique produite par les studios Marvel, au sein de laquelle, grandement maquillée, elle tient le rôle de Nébula, apparaissant dans Les Gardiens de la Galaxie et sa suite, Les Gardiens de la Galaxie Vol. 2, ainsi que les deux derniers volets de la série de films Avengers : Infinity War et Endgame. En 2017 et 2019, elle tient le rôle principal féminin, celui de Ruby Roundhouse, dans les films d'aventures Jumanji : Bienvenue dans la jungle et sa suite, Jumanji: Next Level.
Elle ne se cantonne pas aux grosses productions, privilégiant également des films indépendants ou aux budgets modestes, tels que The Mirror, The Big Short : Le Casse du siècle ou The Circle. Elle fait ses débuts de réalisatrice et scénariste avec The Party's Just Beginning en 2018.

## Biographie

### Enfance
Fille de Marie et Raymond Gillan, Karen Gillan est née et a grandi à Inverness, en Écosse,. Elle est allée à l'école à la Charleston Academy. À seize ans, elle déménage à Édimbourg et suit un cours de HNC (en) par intérim et en interprétation au Telford College. Elle déménage à Londres à l'âge de dix-huit ans pour étudier à l'école d'art dramatique Italia Conti Academy of Theatre Arts,.
Pendant ses études à Italia Conti, Gillan est repérée par une agence de mannequins. Avant de commencer sa carrière d'actrice, elle a été mannequin et fait ses débuts à la Fashion Week de Londres en 2007. Gillan a déclaré qu'elle ne renoncerait pas à sa carrière d'actrice pour retourner au mannequinat, affirmant qu'elle aimait le mannequinat mais que le théâtre était toujours son objectif comme activité principale.

## Carrière

### Premiers rôles au Royaume-Uni (2006-2009)

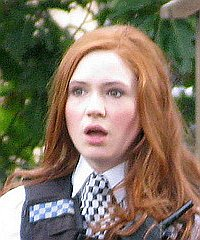
Gillan en 2009.

Karen Gillan fait ses premiers pas à la télévision, décrochant son premier rôle dans la série policière de la chaîne ITV Rebus (en), pour lequel elle a abandonné ses études, alors qu'elle étudiait encore à l'Italia Conti. En 2008, elle fait sa première apparition au cinéma dans le thriller New Town Killers (en). De 2008 à 2009, elle fait partie du casting de la série de sketchs comiques The Kevin Bishop Show (en) dans lequel elle joue plusieurs personnages, notamment des célébrités tels qu'Angelina Jolie et Katy Perry. Karen Gillan est également apparue à la télévision dans un rôle principal dans un projet d'horreur intitulé The Well (en), qui est diffusé sous forme de série de courts métrages épisodiques sur la BBC Two et plus tard en tant que série Web sur BBC.co.uk. Les épisodes courts, qui font partie de la programmation multimédia du commutateur de la BBC, sont interconnectés avec des jeux en ligne qui explorent plus avant les environnements présentés dans la série.
En 2008, elle joue dans le téléfilm Stacked (en), diffusé sur Channel 4.

### Révélation avecDoctor Who(2010-2013)

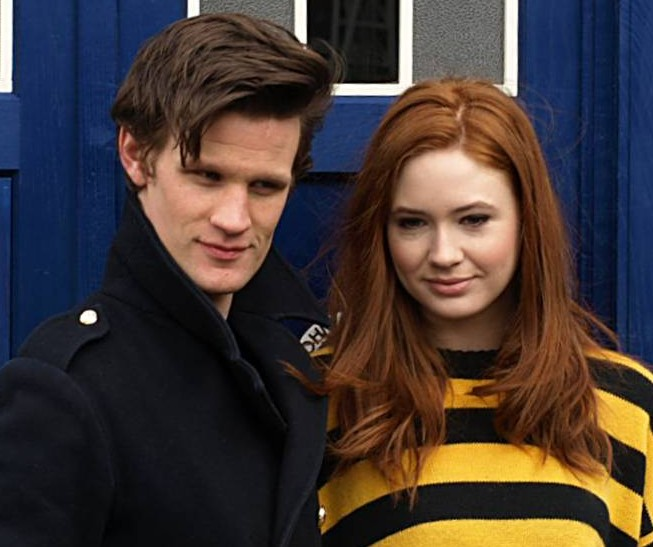
Gillan aux côtés de son partenaire dans Doctor Who, Matt Smith en 2010.

C'est toutefois en 2010 que Karen Gillan connaît un début de notoriété avec la série de science-fiction de la BBC Doctor Who en décrochant le rôle d'Amy Pond, compagne du Docteur dans sa onzième incarnation, qui fait ses débuts à partir de la cinquième saison. Avant d'obtenir son premier rôle important, elle avait déjà participé à un épisode de la quatrième saison dans lequel elle incarnait une pythonisse. Ses débuts dans le rôle d'Amy se font dans l'épisode Le Prisonnier zéro, diffusé début avril 2010. La cousine de Karen, Caitlin Blackwood, prête ses traits à Amy jeune,,, qu'elle a rencontrée pour la première fois sur le plateau du tournage et qui est choisie pour sa similarité avec sa cousine,.
La prestation de Karen Gillan dans Doctor Who est saluée par la critique,. En 2010, elle a remporté le Young Scot Award dans la catégorie Divertissement. Elle est apparue dans la sixième saison de Doctor Who en 2011 et dans les cinq premiers épisodes de la septième saison en 2012, après quoi son personnage et Rory Williams (interprété par Arthur Darvill) ont quitté la série. Elle reprend son rôle dans un épisode spécial de Noël de la série, L'Heure du Docteur en 2013.
En 2011, Karen Gillan fait sa première apparition au théâtre en interprétant le rôle de Shirley dans la pièce Témoignage irrecevable de John Osborne aux côtés de Douglas Hodge. La pièce a fait ses débuts au Donmar Warehouse le 16 octobre 2011.
Après avoir fait une apparition dans le film d'horreur Outcast, Karen Gillan est annoncée au casting de la comédie romantique écossaise indépendante intitulée We Love Happy Endings ! aux côtés d'Emun Elliott en août 2011. Elle a été sélectionnée par le réalisateur John McKay (en) parce qu'il l'a connue pendant la production de À nous Manhattan, qu'il a également réalisé et l'a qualifiée comme « une personne très pétillante, dynamique, énergique, drôle, légèrement maladroite » qui convenait parfaitement au personnage. Le tournage a eu lieu en juillet 2012, bien qu'Emun Elliott ait été remplacé par Stanley Weber. Karen Gillan a déclaré aux journalistes qu'elle était heureuse d'être impliquée dans une production écossaise qui « ne se limite pas à la consommation de drogue ou à la lutte contre l'anglais ». Le film est projeté pour la première fois au Festival international du film d'Édimbourg en juin 2013,,. En 2012, Gillan est apparu dans le téléfilm À nous Manhattan, dans lequel elle incarne le mannequin Jean Shrimpton, qui narre la relation entre cette dernière et le photographe David Bailey.

### Carrière hollywoodienne et débuts de réalisatrice (2013-...)

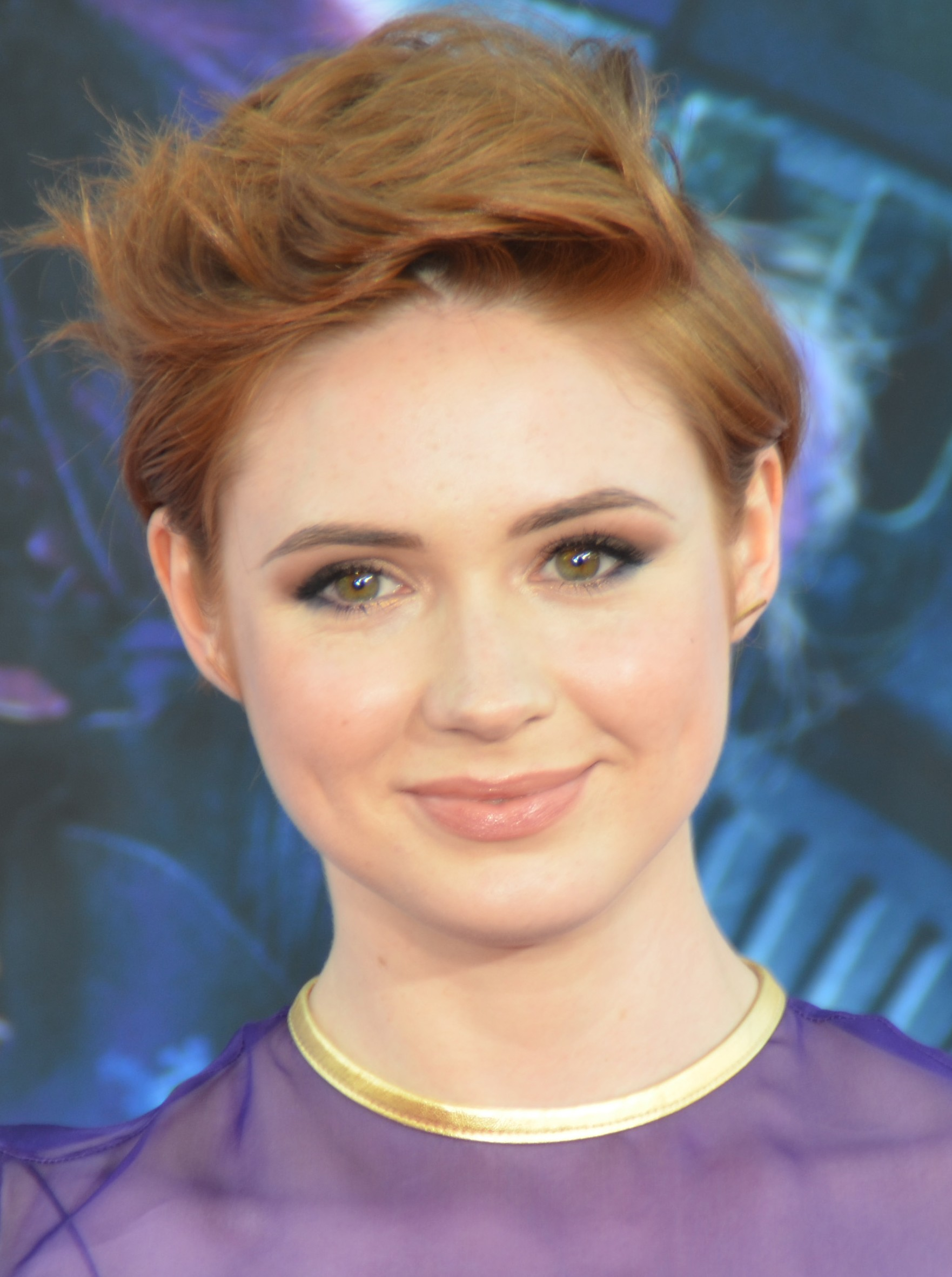
Gillan lors de la première des Gardiens de la Galaxie en juillet 2014.

En 2013, Karen Gillan tourne son premier long-métrage américain, le film d'horreur indépendant The Mirror de Mike Flanagan, dans lequel elle tient le rôle principal féminin aux côtés de Brenton Thwaites. Basé sur un court-métrage de Flanagan sorti en 2005, The Mirror raconte l'histoire d'une jeune femme convaincue qu'un miroir est responsable de la mort de ses parents. D'abord présenté au festival de Toronto en septembre 2013, le film sort dans les salles en avril 2014 et rencontre des critiques favorables. Tourné avec un budget de 5 millions de dollars, The Mirror est un succès au box-office, rapportant plus de 44 millions de dollars de recettes.
En mai 2013, Karen Gillan est retenue pour le rôle de Nébula dans le blockbuster de science-fiction Marvel Les Gardiens de la Galaxie. Pour les besoins du rôle, Karen Gillan s'est rasé les cheveux ; elle est méconnaissable derrière son maquillage bleu,. Sorti en août 2014, Les Gardiens de la Galaxie est largement bien accueilli par la critique,, qui est confirmé par l'énorme succès au box-office, rapportant plus de 773 millions de dollars de recettes pour un budget de 170 millions de dollars.
Parallèlement, en novembre 2013, Karen Gillan est apparue à Broadway dans la pièce Time to Act, une des pièces incluses dans The 24 Hour Plays on Broadway, au profit de l'Urban Arts Partnership.
Entre-temps, elle tient le rôle de Kerry Newblood dans la troisième saison de la série télévisée Close Case : Affaires closes ,. Peu après, elle rejoint le casting régulier de la série d'Adult Swim, NTSF: SD: SUV :: pour la troisième saison en 2013,.
En février 2014, Karen Gillan a été choisi pour jouer le rôle principal dans Selfie, une sitcom pour la chaîne ABC produite par Warner Bros. Television et qui a obtenu le feu vert pour une diffusion pour la saison 2014-2015. L'actrice joue un personnage mondain nommé Eliza Dooley, une version moderne de Eliza Doolittle, obsédée par les médias sociaux. C'était la première fois que Karen Gillan jouait le rôle principal dans une série télévisée américaine,,. Elle porte une perruque pendant la production de Selfie après s'être rasée le crâne pour Les Gardiens de la Galaxie. La série ne rencontre pas le succès escompté et est annulée par ABC le 7 novembre 2014 après sept épisodes. Les six épisodes restants ont été mis à disposition sur Hulu à compter du 25 novembre 2014.

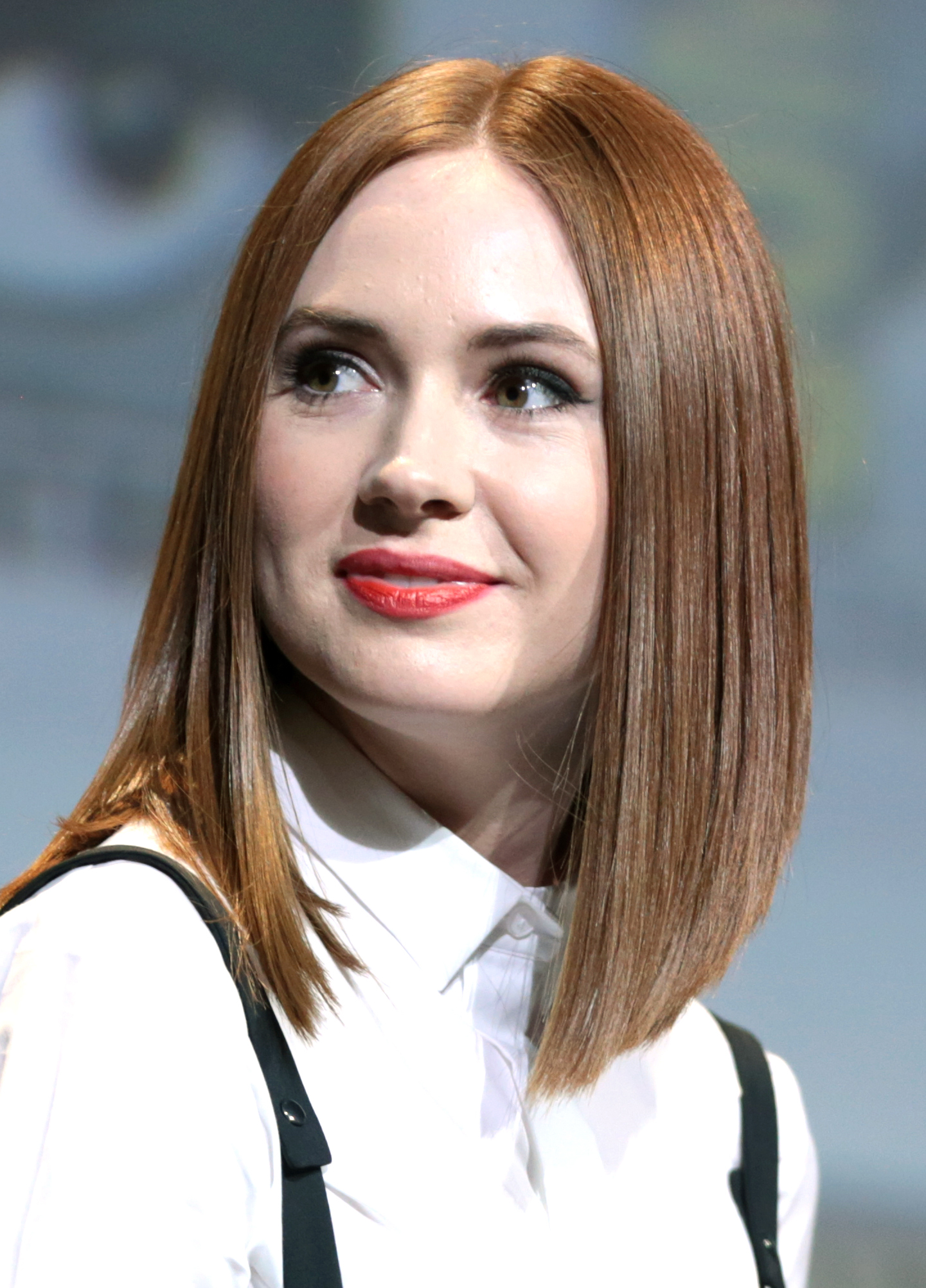
Gillan au Comic-Con en 2016.

Entre 2015 et 2016, Karen Gillan rebondit au cinéma avec le western In a Valley of Violence de Ti West, où elle partage l'affiche avec Ethan Hawke, John Travolta et Taissa Farmiga. Elle y incarne la sœur aînée de Farmiga. Elle fait partie également du prestigieux casting du drame The Big Short : Le Casse du siècle, qui compte notamment Christian Bale, Brad Pitt, Ryan Gosling et Steve Carell. Les deux films sont bien accueillis par la critique, et The Big Short remporte un succès public ainsi que l'Oscar du meilleur scénario adapté.
En 2015, elle écrit et réalise son premier court métrage, Coward, qui a été projeté au Festival du film d’Édimbourg en 2015 et a été nommée pour plusieurs prix,. Ce premier coup d'essai sera suivi par un second court métrage, Conventional. Les prestations de Gillan dans Les Gardiens de la Galaxie et The Mirror lui permettent d'obtenir le prix de la meilleure nouvelle venue aux Empire Awards.
En 2016, elle signe son premier long métrage en tant que réalisatrice et scénariste intitulé Tupperware Party. Le tournage de ce film indépendant a débuté en janvier 2017 et s'est déroulé dans le mois suivant dans sa ville natale d'Inverness. Le titre du film a par la suite été changé pour The Party's Just Beginning. Le film a été nommé pour le meilleur long métrage aux British Academy Scotland Awards.
En 2017, elle reprend le rôle de Nébula dans Les Gardiens de la Galaxie Vol. 2, devenant cette fois membre de l'équipe éponyme du film et partage la vedette avec Emma Watson et Tom Hanks dans le thriller The Circle, adapté du roman du même nom de Dave Eggers. The Circle est mal reçu par la critique et n'est pas un succès public, tandis que Les Gardiens de la Galaxie Vol.2 remporte un succès commercial supérieur au premier volet (plus de 863 millions $ de recettes mondiales).
En décembre 2017, elle est à l'affiche du film d'aventures fantastique Jumanji : Bienvenue dans la jungle, suite du film Jumanji de 1995, dans lequel elle incarne le rôle principal féminin face à Dwayne Johnson et Jack Black. Tourné notamment à Hawaï de septembre à décembre 2016, Jumanji : Bienvenue dans la jungle remporte un énorme succès commercial avec plus de 900 millions de $ de recettes et est bien accueilli par la critique. La prestation de Gillan lui vaut une nomination au MTV Movie Award de la meilleure équipe à l'ecran et au Teen Choice Awards de la meilleure actrice comique.

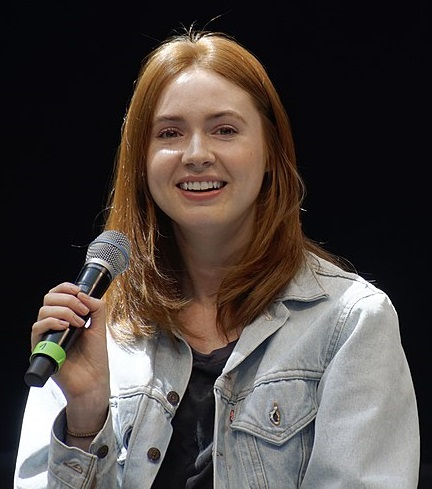
L'actrice à Stuttgart en 2019.

Elle reprend le rôle de Nébula pour les deux volets de la série de films Avengers, Infinity War et Endgame,, tous deux sortis respectivement en 2018 et 2019. Les deux films sont bien accueillis par la critique, et battent des records au box-office, avec plus de 2 milliards de $ de recettes mondiales pour les deux films.
Les prochains projets de Karen Gillan comprennent notamment le doublage d'un personnage du film d'animation Les Incognitos, devant sortir fin 2019, et rejoint le casting de l'adaptation cinématographique du roman de Jack London, L'Appel de la forêt, dont la sortie est prévue pour 2020.

## Autres activités
En 2011, Karen Gillan participe à la promotion de la campagne Fashion Targets Breast Cancer (FTBC) et à l’ouverture de Squirrel Ward au Great Ormond Street Hospital de Londres.
Karen Gillan a également annoncé des publicités pour eHarmony et la Royal Bank of Scotland. Elle apparaît également dans le clip vidéo Happy Idiot du groupe TV on the Radio, diffusé le 3 octobre 2014.
En 2018, elle visite le centre de crise Mikeysline à Inverness après avoir présenté son film The Party's Just Beginning. Le film parle du taux de suicide élevé dans les Highlands, et Karen Gillan s'engage publiquement à soutenir l'association caritative pour la santé mentale.

## Vie personnelle
Karen Gillan vit à Londres. Lors d'une interview en 2012 dans The Late Late Show, elle déclare qu'elle s'est installée aux États-Unis pour jouer dans le film The Mirror.
Elle est en couple de 2006 à 2012 avec le photographe Patrick Green. En 2012, elle est en couple avec l'acteur Andrew Brooke (en),.
En mai 2022 elle épouse le scénariste américain Nick Kocher avec qui elle était en couple depuis deux ans. En 2024, lors du Festival du film de Toronto, elle annonce qu'elle attend son premier enfant.
Elle déclare que, bien que sa famille soit catholique, elle n'a pas été baptisée et ne pratique aucune religion, et est plutôt d'accord avec l'affirmation selon laquelle « nous ne sommes que des points minuscules dans le vaste vide cosmique de l'univers ».

## Filmographie
Sauf indication contraire, les informations mentionnées dans cette section peuvent être confirmées par la base de données cinématographiques IMDb,  présente dans la section « Liens externes ».

### Longs métrages
- 2008 : New Town Killers (en) de Richard Jobson : la jeune femme à la station de bus
- 2010 : Outcast (en) de Colm McCarthy : Ally
- 2013 : We Love Happy Endings ! (Not Another Happy Ending) de John McKay: Jane Lockhart
- 2013 : The Mirror (Oculus) de Mike Flanagan : Kaylie Russell
- 2014 : Les Gardiens de la Galaxie (Guardians of the Galaxy) de James Gunn : Nébula
- 2015 : The Big Short : Le Casse du siècle (The Big Short) d'Adam McKay : Evie
- 2016 : In a Valley of Violence de Ti West : Ellen
- 2017 : Les Gardiens de la Galaxie Vol. 2 (Guardians of the Galaxy Vol. 2) de James Gunn : Nébula
- 2017 : The Circle de James Ponsoldt : Annie Allerton
- 2017 : Jumanji : Bienvenue dans la jungle (Jumanji : Welcome to the Jungle) de Jake Kasdan : Ruby Roundhouse, avatar de Martha
- 2017 : All Creatures Here Below (en) de Collin Schiffli : Ruby
- 2018 : The List (Alex & The List) de Harris Goldberg : Lily
- 2018 : Avengers: Infinity War d'Anthony et Joe Russo : Nébula
- 2018 : The Party's Just Beginning d'elle-même : Lucy
- 2019 : Avengers: Endgame d'Anthony et Joe Russo : Nébula
- 2019 : Stuber de Michael Dowse : Morris
- 2019 : Jumanji: Next Level de Jake Kasdan : Ruby Roundhouse
- 2019 : Les Incognitos (Spies in Disguise) de Nick Bruno et Troy Quane : Eyes (voix originale)
- 2020 : L'Appel de la forêt (Call of the Wild) de Chris Sanders : Mercedes
- 2021 : Bloody Milkshake (Gunpowder Milkshake) de Navot Papushado (en) : Sam
- 2022 : La Bulle (The Bubble) de Judd Apatow : Carol Cobb
- 2022 : Dual de Riley Stearns : Sara
- 2022 : Thor: Love and Thunder de Taika Waititi : Nébula
- 2023 : Les Gardiens de la Galaxie Vol. 3 (Guardians of the Galaxy Vol. 3) de James Gunn : Nébula
- 2024 : Sleeping Dogs d'Adam Cooper : Laura Baines
- 2024 : The Life of Chuck de Mike Flanagan : Felicia Gordon
- 2025 : Let's Have Kids! de Adam Sztykiel : Emma

### Courts métrages
- 2013 : Z'ombeal: Walking Dead Skin Care de Chris Hardwick : Zombie
- 2014 : Bound for Greatness de James Gadd : Maeve MacDonough
- 2015 : Warning Labels de Jennifer Morrison : Mindy
- 2015 : Conventional d'elle-même : Rachel
- 2019 : The Hoarding : Hope

### Télévision

#### Séries télévisées
- 2006 : Rebus (en) : Teri Cotter (saison 3, épisode 2)
- 2008 : Harley Street : Holly (saison 1, épisode 1)
- 2008 : Coming Up (en) : Anna (saison 6, épisode 7)
- 2008 : Doctor Who : La devineresse (saison 4, épisode 2)
- 2008 - 2009 : The Kevin Bishop Show : plusieurs personnages (principale, saisons 1 et 2)
- 2009 : The Well : Coll (principale, mini-série)
- 2010 - 2013 : Doctor Who : Amy Pond (principale, saisons 5 à 7)
- 2010 : Doctor Who : Meanwhile in the TARDIS : Amy Pond mini-épisode)
- 2011 : Night and the Doctor : Amy Pond (non créditée, mini-série)
- 2011 : Doctor Who : Space / Time : Amy Pond (mini-épisode)
- 2012 : Pond Life : Amy Pond (mini-série, principale)
- 2012 : Doctor Who : Good as Gold : Amy Pond (mini-épisode)
- 2012 : In Love With... : Laura (saison 2, épisode 2)
- 2013 : NTSF:SD:SUV:: (en) : Daisy (principale, saison 3)
- 2013 : Doctor Who : L'Heure du Docteur (The Time of the Doctor) : Amy Pond (épisode spécial)
- 2014 : Close Case : Affaires closes (A Touch of Cloth) : Kerry Newblood (principale, saison 3)
- 2014 : Selfie : Eliza Dooley (principale)
- 2015 : The Devil You Know : Jane Porter (pilote de mini-série non diffusée)
- 2015 : Robot Chicken : plusieurs personnages (saison 8, épisode 6)
- 2016 : Emo Dad : Jessica (voix - récurrente)
- 2019 : Neurotica : Chloe (saison 1, épisode 1)
- 2020 : Doctor Who : Rory's Story : Amy Pond (voix - mini-épisode)
- 2021 - 2023 : What If...? : Nébula
- 2023 : Les Simpson : Maisie MacWeldon (saison 35, épisode 8)
- 2024 : Douglas Is Cancelled : Madeline Crow (mini-série, principale)

#### Téléfilms
- 2008 : Stacked (en) de Jennifer Perrott : Ginny Turner
- 2012 : À nous Manhattan (We'll Take Manhattan) de John McKay (en) : Jean Shrimpton
- 2015 : Sept jours en enfer de Jake Szymanski : Lily Allsworth
- 2022 : Les Gardiens de la Galaxie : Joyeuses Fêtes de James Gunn : Nébula

### Théâtre
- 2011 : Témoignage irrecevable (Inadmissible Evidence), pièce de John Osborne : Shirley
- 2013 : Time to Act : Karen

### Autres activités
- 2015 : Conventional (court-métrage - réalisatrice et scénariste)
- 2015 : Coward (court-métrage - réalisatrice, scénariste et productrice)
- 2017 : Guardians Inferno (clip musical promotionnel pour Les Gardiens de la Galaxie Vol. 2)
- 2018 : The Party's Just Beginning (réalisatrice et scénariste)

## Distinctions
| Année | Association                                      | Catégorie                                         | Films/séries                             | Resultat   | Ref.    |
| ----- | ------------------------------------------------ | ------------------------------------------------- | ---------------------------------------- | ---------- | ------- |
| 2010  | Constellation Awards                             | Meilleure performance féminine                    | Doctor Who                               | Nomination | [ 87 ]  |
| 2010  | TV Quick Awards                                  | Meilleure actrice                                 | Doctor Who                               | Nomination | [ 88 ]  |
| 2010  | Cosmopolitan's Ultimate Women of the Year Awards | Meilleure actrice                                 | Doctor Who                               | Lauréat    | [ 89 ]  |
| 2010  | Young Scot Awards                                | Entertainment                                     | Doctor Who                               | Lauréat    | ,       |
| 2011  | SFX Awards                                       | Meilleure actrice                                 | Doctor Who                               | Lauréat    | [ 92 ]  |
| 2011  | TV Choice Awards                                 | Meilleure actrice                                 | Doctor Who                               | Lauréat    | [ 93 ]  |
| 2011  | Scream Awards                                    | Meilleure actrice de science-fiction              | Doctor Who                               | Nomination | [ 94 ]  |
| 2012  | National Television Awards                       | Meilleure performance féminine dans un drame      | Doctor Who                               | Lauréat    | [ 95 ]  |
| 2012  | SFX Awards                                       | Meilleure actrice                                 | Doctor Who                               | Nomination | [ 96 ]  |
| 2012  | Nickelodeon UK Kids' Choice Awards               | Meilleure actrice britannique                     | NC                                       | Nomination | [ 97 ]  |
| 2012  | Scottish Fashion Awards                          | Scotland's Fashion Icon                           | NC                                       | Lauréat    | [ 98 ]  |
| 2013  | National Television Awards                       | Meilleure performance féminine dans un drame      | Doctor Who                               | Nomination | [ 99 ]  |
| 2014  | Fright Meter Awards                              | Meilleure actrice                                 | The Mirror                               | Nomination | [ 100 ] |
| 2014  | Detroit Film Critics Society                     | Meilleure distribution d'ensemble                 | Les Gardiens de la Galaxie               | Lauréat    | [ 101 ] |
| 2014  | Nevada Film Critics Society                      | Meilleure distribution                            | Les Gardiens de la Galaxie               | Lauréat    | [ 102 ] |
| 2014  | Phoenix Film Critics Society                     | Meilleur casting                                  | Les Gardiens de la Galaxie               | Nomination | [ 103 ] |
| 2015  | Central Ohio Film Critics Association            | Meilleure distribution d'ensemble                 | Les Gardiens de la Galaxie               | Nomination | [ 104 ] |
| 2015  | Empire Awards                                    | Meilleure nouvelle venue                          | Les Gardiens de la Galaxie et The Mirror | Lauréat    | ,       |
| 2015  | Fangoria Chainsaw Awards                         | Meilleure actrice                                 | The Mirror                               | Nomination | [ 106 ] |
| 2015  | Hang Onto Your Shorts Film Festival              | Meilleure actrice dans un court-métrage           | Bound for Greatness                      | Nomination | [ 107 ] |
| 2015  | IFS Film Festival                                | Meilleure actrice dans un court-métrage           | Bound for Greatness                      | Lauréat    | [ 108 ] |
| 2015  | IFS Film Festival                                | Meilleur court-métrage indépendant                | Coward                                   | Lauréat    | [ 108 ] |
| 2015  | Festival international du film d'Édimbourg       | Meilleur court-métrage                            | Coward                                   | Nomination | [ 109 ] |
| 2015  | Rondo Hatton Classic Horror Awards (en)          | Meilleur court-métrage                            | Conventional                             | Nomination | [ 110 ] |
| 2016  | London IFF Film Festival                         | Meilleure actrice dans un court-métrage           | Bound for Greatness                      | Lauréat    |         |
| 2016  | FirstGlance Film Festival                        | Meilleure actrice dans un court-métrage           | Bound for Greatness                      | Lauréat    |         |
| 2017  | Maui Film Festival                               | Rising Star                                       | NC                                       | Lauréat    | [ 111 ] |
| 2018  | Glasgow Film Festival                            | Audience Award                                    | The Party's Just Beginning               | Nomination | [ 112 ] |
| 2018  | MTV Movie & TV Awards                            | Meilleure équipe à l'écran                        | Jumanji : Bienvenue dans la jungle       | Nomination | [ 114 ] |
| 2018  | Teen Choice Awards                               | Meilleure actrice dans une comédie                | Jumanji : Bienvenue dans la jungle       | Nomination | [ 115 ] |
| 2018  | DTLA Film Festival                               | Meilleure actrice                                 | All Creatures Here Below                 | Lauréat    | [ 116 ] |
| 2018  | Philadelphia Film Festival                       | Réalisation artistique dans le cinéma indépendant | The Party's Just Beginning               | Lauréat    | [ 117 ] |
| 2018  | British Academy Scotland Awards                  | Meilleur film                                     | The Party's Just Beginning               | Nomination | [ 118 ] |
| 2018  | British Independent Film Awards                  | Meilleur premier scénario                         | The Party's Just Beginning               | Nomination | [ 119 ] |
| 2019  | Saturn Awards                                    | Meilleure actrice dans un second rôle             | Avengers: Endgame                        | Nomination | [ 120 ] |

## Voix francophones
En version française, Laëtitia Lefebvre est la voix de Karen Gillan dans la quasi-intégralité de ses apparitions. Elle la double notamment dans l'univers cinématographique Marvel, les films Jumanji, L'Appel de la forêt, Bloody Milkshake ou encore La Bulle.
Elle est également doublée à deux reprises par Charlotte Campana dans In a Valley of Violence et The Circle, ainsi qu'à titre exceptionnel par Audrey D'Hulstère dans Doctor Who et Marie-Eugénie Maréchal dans Douglas Is Cancelled.
En version québécoise, Kim Jalabert est la voix régulière de l'actrice, la doublant dans Oculus, l'univers cinématographique Marvel, les films Jumanji, Le Cercle : Le Pouvoir de tout changer et L'Appel de la forêt.